# Салманов, Фарман Курбан оглы
Фарман Курбан оглы Салманов (Фарман Курбанович Салманов; азерб. Fərman Qurban oğlu Salmanov; 28 июля 1931, Морул, Шамхорский район — 31 марта 2007, Москва) — советский и российский геолог-нефтяник, один из первооткрывателей сибирской нефти, первый заместитель министра геологии СССР (1987—1991), доктор геолого-минералогических наук, Герой Социалистического Труда (1966), лауреат Ленинской премии (1970), Заслуженный геолог РСФСР (1988), член-корреспондент РАН (1991).
Основатель тюменской школы геологии, один из ведущих организаторов геологоразведочных работ в Сибири. Участник открытия свыше 150 месторождений нефти и газа в Западной Сибири. Под руководством Фармана Салманова были достигнуты максимальные объёмы буровых работ и прирост разведанных запасов нефти и газа. Благодаря Салманову страна стала ориентировать экономику на регион. Самый результативный геолог в мировой истории, участвовавший в открытии гигантских и крупных месторождений нефти и газа.

## Биография
Фарман Салманов родился 28 июля 1931 (по старым документам 1928) года в селе Ленинск (современный Морул) Шамхорского района Азербайджанской ССР. По национальности — азербайджанец. После того, как в 1937 году был арестован отец, Фарман стал опорой матери в воспитании троих младших детей.
Отец Салманова — Курбан Сулейман оглы Салманов в 1930 году окончил Институт советского строительства и права; в 1937-м был арестован; в 1948-1950-м годах был председателем колхоза. В 1950 году был повторно арестован. Позже, после ходатайства Фармана Салманова, по личному распоряжению первого секретаря ЦК партии Азербайджанской ССР Мира Джафара Багирова был выпущен на свободу.
Дед Салманова — Сулейман Нагды оглы Салманов (р. 1871) был младшим среди пятерых детей в семье. В семнадцатилетнем возрасте (в 1888 году) натравил собак на старшего муллу, пытавшегося получить у семьи Салманова налог в форме домашнего скота, за что был осужден и приговорен к двадцатилетней ссылке. Находясь в ссылке в Сибири, дед участвовал в русско-японской войне и за проявленную храбрость был награждён и освобождён, женился на русской сибирячке Ольге Иосифовне, принявшей мусульманское имя Фируза, и вернулся со своей семьёй на родину. Дед Салманова оказал значительное влияние на Фармана, и с детства привил ему интерес к Сибири. Как позднее вспоминал Фарман Салманов, дед ему много рассказывал о Сибири и Дальнем Востоке, а одну из своих внучек назвал Амура в честь реки Амур.
В интервью «Российской газете» Салманов рассказал:
Когда учился в 8-м классе, к нам в Шамхор приезжал Николай Байбаков, министр нефтяной промышленности СССР. По-русски я говорил немного лучше своих сверстников, поэтому мне поручили рассказать высокому гостю о школе. В конце встречи он обернулся и спросил, кем я хочу быть. Я ответил: «Нефтяником». Он похвалил мой выбор и сказал: «Нефть — будущее нашей страны». Это встреча была судьбоносной. Когда после института меня отправляли работать в Баку, я написал письмо Байбакову с просьбой о переводе в Сибирь. В результате меня вызвали в Москву, а оттуда направили в Кузбасс и даже деньги на билет выдали.
В 1947 году окончил среднюю школу в селе Шамхор. Работал коллектором в Кура-Аракской гидрологической экспедиции, которая проводила исследования на трассе будущего Ширванского канала. В составе экспедиции он проработал 2 года, после чего в 1949 году поступил на геологоразведочный факультет Азербайджанского индустриального института по специальности «горный инженер-геолог» и в 1954 году его окончил.
По окончании института был направлен искать нефть в Кузбассе. В период с 1955 по 1957 годы Салманов работал начальником Плотниковской и Грязненской нефтегазоразведочных экспедиций (Кемеровская, Новосибирская область).
К середине пятидесятых годов XX века советские учёные пришли к выводу, что акцент в поиске месторождений нефти и газа в Западной Сибири стоит сместить на Север — в Среднее Приобье и Надым-Тазовское междуречье. Фарман Курбанович несколько раз предлагал свернуть работы в Кузбассе и начать серьёзные поиски нефти в Среднем Приобье, в районе Сургута или Ларьяка. И вот наконец, летом 1958 года решение о перебазировке экспедиции из Кузбасса в Сургут было принято.
Позднее Фарман Салманов вспоминал:
Шуму было много, мы же связь отключили. С должности меня хотели снять. Но в конце концов разрешили остаться. Сначала ютились на вокзале вместе с жёнами и детьми.
В том же году была создана Сургутская нефтеразведочная экспедиция. Её начальником назначили Ф. К. Салманова, главным инженером стал А. И. Горский. В начале 1958 года в Сургутском Приобье уже работало несколько сейсмических партий.
В 1959 году возле села Шаим открыли нефтегазоносный пласт с объёмом добычи нефти более одной тонны в сутки. Через год бригада мастера С. Урусова, построив скважину № 6, 21 июня 1960 года получила промышленный приток нефти — 350 тонн в сутки. По воспоминаниям Ф. К. Салманова:
Помню, областная газета крупными буквами сообщала, что скважина № 2 Шаимской площади дала приток нефти дебитом две тонны в сутки. И пусть не наша экспедиция сделала открытие — радость была всеобщей.
Производственный план, несмотря на все трудности, успешно выполнялся. Заканчивалось бурение скважин на Юганской, Сургутской и Ермаковской площадях, испытывалась Мегионская.
Первая скважина в районе селения Мегион дала фонтан нефти 21 марта 1961 года.
А 21 марта 1961 года, на мой любимый азербайджанский праздник — Новруз байрам, первая скважина в районе селения Мегион дала фонтан нефти. Я прыгал и кричал: „Мы победили!“.
Всем своим оппонентам Салманов отправил письма одного содержания: «В Мегионе получен фонтан нефти дебитом 200 тонн. Вам это ясно? Приветом, Салманов». Оппоненты ответили, что это природная аномалия, что через пару недель скважина иссякнет, и что большой нефти в Западной Сибири не может быть. После того, как и из второй скважины в районе Усть-Балыка забил фонтан, Салманов отправил начальству радиограмму: «Скважина лупит по всем правилам», а Н. С. Хрущёву телеграмму следующего содержания: «Я нашёл нефть. Вот так, Салманов». Министр нефтяной промышленности СССР Лев Чурилов вспоминал:
Мы познакомились 1 апреля 1964 года. Он — один из основоположников тюменской нефти. Раньше экспедиция подчинялась Новосибирскому управлению, шла борьба: Новосибирск считал, что искать там нефть бесперспективно, говорил, уезжайте, а Салманов это тормозил. И в октябре 1963 года открыл Усть-Балыкское месторождение.
В период с 1962 по 1964 годы Салманов являлся главным геологом Усть-Балыкской нефтегазоразведочной экспедиции, а с 1964 года — начальником Правдинской НРЭ. В 1970 году он был назначен главным геологом по нефти и газу, заместителем Ю. Г. Эрвье — начальника главного Тюменского производственно-геологического управления, а в 1978 году — начальником «Главтюменьгеологии». Проработав в Западной Сибири более 30 лет, он стал первооткрывателем и участником открытий на тюменском севере более 130 месторождений «чёрного золота» и «голубого топлива», среди которых крупнейшие: Мамонтовское, Мегионское, Правдинское, Усть-Балыкское, Сургутское, Фёдоровское, Уренгойское, Ямбургское и многие другие, ставшие надёжной базой нефтегазового комплекса России.
С именем Салманова связывают и создание футбольного клуба «Тюмень». Он являлся также советником председателя совета директоров ООО НГК «Итера» Игоря Макарова, председателем совета директоров ООО «Югнефтегаз».
В 1987—1991 годах был первым заместителем министра геологии СССР в Москве. Народный депутат РСФСР (1980—1990), Азербайджана.
В 1992 году создал компанию «Роспан». Являлся главным редактором научно-технического журнала «Геология нефти и газа».
В ООО НГК «Итера» занимался поиском и разведкой нефти и газа в Республике Калмыкия.
Скончался 31 марта 2007 года. Похоронен в Москве на Ваганьковском кладбище. Надгробный памятник изготовил член Союза художников России Заур Рзаев.

## Семья
Сестра — Амура, лингвист. Брат — Маис Салманов (1933—2008). Оперный певец, заслуженный артист Азербайджанской ССР.
Был женат трижды, имел четверых детей.
- Первая жена — Гаджиева Шура Гаджиевна (Гаджиева Шура Гаджи кызы), дочь прокурора Шамкирского района. Брак заключен в 1947 году[35].
  - Сын от первой жены — Ильгар Фарманович Салманов (1948—2016) — лингвист[36]; в прошлом сотрудник Института иностранных языков в Баку, позже — сотрудник таможенного комитета. Во многих биографиях Салманова ошибочно упоминается как его брат, однако в действительности является его сыном[7].
    - Внук, Фарид (р. 1976), выпускник МГИМО, живёт в Тюмени.
- Вторая жена — Октябрина Салманова.
  - Сын от второй жены — Илья Фарманович Салманов (род. 1955) — врач, главный врач муниципального учреждения «Городская больница N 3» г. Нижневартовска; заслуженный врач Российской Федерации, член Общественной палаты Ханты-Мансийского автономного округа — Югры, член Совета Общественной палаты Ханты-Мансийского автономного округа — Югры; председатель комиссии по здравоохранению и экологической безопасности; член комиссии по вопросам ветеранов ВОВ, боевых действий, труда и инвалидов; член Нижневартовского территориального комитета.
  - Дочь от второго брака, Татьяна Фармановна Салманова, родилась 2 июня 1958 года в городе Сургуте, в том здании, где сейчас расположен музей её легендарного отца. Судья Октябрьского районного суда города Томска.
    - Внук, Георгий (р. 1983), доктор юридических наук, заведующий кафедрой уголовного права в Госуниверситете Министерства финансов России[37].
      - Правнучка, Александра (р. 2012).
- Третья жена — Тамара Васильевна Салманова.
  - Сын от третьей жены, Олег Фарманович Салманов (1961—2003), пошёл по стопам отца и выбрал профессию геолога.

## Награды и звания
- Герой Социалистического Труда (1966)[11]
- Орден Ленина (1966)[11]
- Орден Дружбы народов[11]
- Орден Трудового Красного Знамени (1971, 1976)[11]
- Орден Октябрьской Революции (1983)[11]
- Орден «Слава» (26 июля 2001 года, Азербайджан) — за большие заслуги в развитии экономических и научных связей между Азербайджаном и Россией[38]
- Лауреат Ленинской премии (1970)[11]
- Заслуженный геолог РСФСР (14 июля 1988 года) — за заслуги в области геологии и разведки недр, многолетний добросовестный труд[39]
- Медаль «За освоение недр и развитие нефтегазового комплекса Западной Сибири»[40]
- Золотая медаль ВДНХ СССР[11]
- Почётный разведчик недр[41]
- Почётный нефтяник СССР[41]
- Первооткрыватель месторождения[41]
- Почетный работник газовой промышленности СССР[41]
- Лауреат премии имени И. М. Губкина[11]
- Почётный гражданин: Ханты-Мансийского автономного округа, Ямало-Ненецкого автономного округа[11], города Сургут (28 июня 1968 года)[42], города Мегион (17 июля 1985 года), штата Техас (США) и города Цзиньчжоу (КНР)[11].

## Память
- Материалы о жизни и деятельности Салманова хранятся в музеях Тюменской области и Ханты-Мансийского автономного округа в Сургуте[43].
- В 2008 году молодёжная научно-практическая конференция, проводящаяся ГК «Сибирский научно-аналитический центр», Тюмень, получила название «Салмановские чтения»[44].
- В 2008 году сургутской гимназии № 3 было присвоено имя Ф. К. Салманова[45].
- В память о Салманове открыты памятники и бюсты в Москве, Баку, Сургуте[46], Салехарде[47], Ханты-Мансийске[48].
- В честь Ф. Салманова названы улицы в Сургуте, Нижневартовске, Пыть-Яхе и Тюмени, нефтегазоконденсатное месторождение и теплоход[46].
- Имя Ф. Салманова присвоено самолёту Ту-154М авиакомпании UTair (бортовой номер RA-85805)[49], затем самолёту Boeing 737—800 (регистрационный номер VQ-BQP) той же компании[50].
- Имя Ф. Салманова также присвоено самолёту Airbus A321neo авиакомпании Аэрофлот (бортовой номер VP-BXT)[51],[52].
- Имя Фармана Салманова носит пассажирский теплоход, построенный на Самусьском судостроительном и судоремонтном заводе (Томская область) по заказу администрации Ямала[53].
- 29 августа 2013 года в Тюмени открыли мемориальную доску, посвященную Ф. К. Салманову (ул. Ленина, 65). Автор мемориальной доски, выполненной из тонированной бронзы — член Союза художников России Заур Рзаев[34].
- В декабре 2018 года было объявлено, что аэропорт Сургута в Западной Сибири будет назван в честь Фармана Салманова. Это стало результатом общенационального голосования в отношении названий аэропортов по всей стране.[54] 31 мая 2019 года указом Президента РФ имя Фармана Салманова официально присвоено аэропорту Сургута[55]. Имя Ф. К. Салманова победило и в голосовании по тюменскому аэропорту Рощино, но в Сургуте процент проголосовавших за него оказался чуть выше.
- Ежегодно в одном из городов Ханты-Мансийского автономного округа проходят международные соревнования «Кубок мира по боксу среди нефтедобывающих стран памяти Героя Социалистического труда Ф. К. Салманова»(2011 — Сургут, 2012 —Белоярский, 2013 — Ханты-Мансийск, 2014 — Белоярский, 2015 — Ханты-Мансийск, 2016 — Нижневартовск, 2017 — Белоярский, 2018 — Ханты-Мансийск)[56].
- 9 июля 2019 года Президент Азербайджана Ильхам Алиев подписал распоряжение об увековечении памяти Фармана Салманова. Также согласно данному распоряжению была учреждена «стипендия имени Фармана Салманова» для двух особо одаренных студентов Азербайджанского государственного университета нефти и промышленности. По распоряжению также решено воздвигнуть памятник Фарману Салманову в Шамкире, присвоить имя Фармана Салманова школе в Шамкирском районе, где учился Фарман Салманов[57].
- В 2021 году в Российском государственном геологоразведочном университете им. С.Орджоникидзе состоялось открытие аудитории и памятника Фармана Салманова[58].

- Могила Фармана Салманова на Ваганьковском кладбище Москвы
- Мемориальная доска на стене дома, в котором в 1970—1987 годах жил Ф. К. Салманов
- Международный аэропорт Сургут имени Фармана Салманова
- Теплоход «Фарман Салманов»

Образ в искусстве
События жизни и личность Фармана Салманова легли в основу художественного кинофильма «Стратегия риска» (1978) и образа его главного героя — Фарида Аскерова.
Также о Ф. К. Салманове сняты другие документальные и художественные фильмы, в числе которых «Сибириада».